# Підпослідовність
Підпослідовністю {\displaystyle \left\{x_{n_{k}}\right\}} називається послідовність, складена з елементів послідовності {\displaystyle \{x_{n}\}} і в якій порядок слідування її елементів збігається з порядком слідування елементів у початковій послідовності {\displaystyle \{x_{n}\}}. 

Іншими словами, візьмемо деяку послідовність {\displaystyle x_{1}}, {\displaystyle x_{2}}, {\displaystyle x_{3}}, …, {\displaystyle x_{n}}, … . Візьмемо другу довільну строго зростаючу послідовність натуральних чисел {\displaystyle k_{1}<k_{2}<k_{3}<\ldots <k_{n}<\ldots }. Виберемо із послідовності {\displaystyle \{x_{n}\}} елементи з номерами {\displaystyle k_{1}}, {\displaystyle k_{2}}, {\displaystyle k_{3}}, …, {\displaystyle k_{n}}, … і розташуємо їх в такому ж порядку як і числа {\displaystyle k_{n}}, тоді отримаємо: {\displaystyle x_{k_{1}}}, {\displaystyle x_{k_{2}}}, {\displaystyle x_{k_{3}}}, …, {\displaystyle x_{k_{n}}}, … . Це і буде підпослідовність {\displaystyle x_{n_{k}}} послідовності {\displaystyle x_{n}}.

## Властивості числових підпослідовностей
- Будь-яка підпослідовність збіжної послідовності збігається до тієї ж границі.
- Множина часткових границь послідовності — замкнена.
- З будь-якої послідовності можна виділити монотонну підпослідовність.
- З обмеженої послідовності можна виділити збіжну підпослідовність.